# Epiroc
Epiroc AB är ett svenskt verkstadsföretag, bildat 2018 som en avknoppning från Atlas Copco. Företaget tillverkar utrustning för gruv- och anläggningindustrierna.
Vid starten utdelades dess primära aktieemission till Atlas Copcos aktieägare och noterades på Stockholmsbörsen 18 juni 2018. Epiroc har huvudkontor i Stockholm och dess produktion sker huvudsakligen i Sverige, USA, Kanada, Kina, Indien och Tyskland. I Sverige finns fabriker främst i Örebro, samt i Fagersta och Kalmar.

## Historik
Epiroc har sina rötter i Atlas Copco, som grundades 1873 i Stockholm. Atlas Copco började tillverka bergborrar 1905. År 1951 köptes AB Växlar och signaler (AVOS) i Örebro, där från 1992 bergborrmaskiner tillverkas. År 1988 köptes Secoroc i Fagersta och 2004 Ingersoll Rand Drilling Solutions. I januari 2017 tog Atlas Copcos styrelse beslutet att föreslå till årsstämman en uppdelning av bolaget och börsnotering under 2018.